# A szibériai borbély (film)
A szibériai borbély (eredeti cím: Szibirszkij cirjulnyik, Сибирский цирюльник)  1998-ban bemutatott orosz–francia–olasz–cseh romantikus történelmi film. Rendezője Nyikita Szergejevics Mihalkov.
A filmet első ízben az 1999-es Cannes-i filmfesztiválon mutatták be.

## Cselekménye
|  | Alább a cselekmény részletei következnek! |

1905. július 3., Villa Amelia, Springfield, Massachusetts állam, USA
Egy nő levelet ír a fiának, Andrew-nak, amiben egy húszéves titkot tár fel előtte a származásáról. A fiú egy nyári katonai kiképzőtáborban van az Egyesült Államok meg nem nevezett részén. (A filmben ezután többször váltás történik 1885 és 1905 között és egy rész 1895-ben játszódik). A kiképző őrmester egy „női arcot” ábrázoló rajzot fedez fel a sátor falához rögzítve. Amikor megkérdezi, kit ábrázol a kép, azt a választ kapja az éppen hajnyírás alatt álló újoncok egyikétől, hogy az Mozart. Az őrmestert megzavarják a további információk arról, hogy Mozart meghalt (azt hiszi, az egyik újoncról van szó), akiről később megtudja, hogy zeneszerző volt. Az őrmester a műveletlenségét leplezve kijelenti, hogy „leszarja Mozartot”, és ezt minden újoncnak ki kell mondania, akkor leveheti a gázálarcot, amit addig büntetésből viselnie kell. Egy újonc azonban nem hajlandó a zeneszerzőt pocskondiázó mondatot kimondani, ezért ő még napokig folyamatosan viseli a gázálarcot (még alvás közben sem veheti le). Később kiderül, hogy ez az újonc Andrew, akinek a levél szól.
1885: Jane Callahan (Julia Ormond), egy amerikai nő Moszkvába utazik, hogy ott anyagi támogatást szerezzen a nagyhercegtől egy öreg, lecsúszott amerikai feltaláló, Douglas McCracken professzor (Richard Harris) számára, aki Moszkvában él, és egy favágógépet akar szerkeszteni. A vonaton a nő fülkéjébe orosz katonai kadétok nyomulnak be, majd nemsokára távoznak, de egyiküket a többiek heccből nem engedik ki a fülkéből. A nő megismerkedik az angolul jól beszélő kadéttal, ő Andrej Tolsztoj (Oleg Menysikov), akiről kiderül, hogy nem rokona az írónak, szereti a komolyzenét és egy operában is énekelni fog, Mozart: Figaro házasságában. A nő kérésére a kadét részleteket énekel a darabból. A kadét és a nő között kölcsönös szimpátia alakul ki. Andrej Tolsztoj szerelmes lesz a nőbe.
A feltaláló megmutatja a nőnek a gépet (a gépre angolul van felírva a neve: „Barber of Siberia”, vagyis „szibériai borbély”, ami arra utal, hogy úgy fogja vágni a fákat, mint a borbély a hajat), ami kezdetleges állapotban van és leginkább egy gőzmozdonyra hasonlít.
A nagyherceg támogatásához a kadétiskola igazgatójának javaslata szükséges, aki Radlov tábornok (Alekszej Petrenko). Jane a tábornok hiúságára építve (Nagy Sándor makedón királyhoz hasonlítja a profilját) a segítségét kéri a feltaláló terveinek megvalósításához, amit a tábornok meg is ígér. Amikor a tábornoktól Jane távozik, látja, hogy néhány kadét (köztük Andrej) a padlót fényesítik a bálteremben, ahol a tábornok bált rendez. Andrej elnézést kér Jane-től, amiért még nem tudta megjavíttatni Jane legyezőjét, amire a vonaton véletlenül ráült.
A bálterem padlójának fényezéséhez tévedésből olyan viaszt használnak, ami tréfaűzésre való, ezért valóságos korcsolyapályává válik, amin csak a kadétok tudnak közlekedni, miután csizmájuk talpát gyantával kenik be (amit a zenekartól csennek el). A bálon Jane, a feltaláló, Radlov tábornok és Andrej is jelen van. Andrej csak egy túlsúlyos ifjú hölggyel táncol, de a szemével állandóan Jane-t követi, aki szintén észreveszi őt.
A kadétok az „amerikai nőről” beszélnek, miközben a szállásukra mennek egy lovasfogattal. Andrejnek nem tetszik a dolog, de a többiek azzal vágnak vissza, hogy Jane miatt büntetést kaptak, tehát joguk van kibeszélni, Andrej másnap párbajra hívja ki legjobb barátját, a rangban felette álló Poljevszkij kadétot. A párbajt karddal vívják, a tornateremben, éjszaka. Mindketten tisztában vannak vele, hogy ha a dolog kiderül, akkor mindketten hadbíróság elé kerülnek. A hangos kardcsörgést azonban meghallja parancsnokuk (Mokin kapitány), és Radlov szárnysegédje, aki riasztja a tábornokot. A helyszínre a parancsnok ér oda hamarabb, de a résztvevők pillanatokkal hamarabb távoztak onnan, miután Andrej megsérült. A parancsnok kezébe veszi a padlón heverő párbajtőrt, letöröl néhány csepp vért, és mire a tábornok és segédje megérkeznek, azt a látszatot kelti, mintha a vívást gyakorolta volna. Andrej sebe nem súlyos, így az esetet sikerül titokban tartani.
Jane és Radlov tábornok farsangkor egy szabadtéri népünnepélyre mennek, ekkor van „az engesztelés napja”, amikor mindenki mindenkinek megbocsát. Ez a „palacsinta ünnepe”, ahol a tábornok a kezdeti tiltakozását feladva holt részegre issza magát (közben egy üvegpoharat is megeszik). Poljevszkij értesíti Jane-t, hogy Andrejjal párbajoztak, aki megsérült és most a gyengélkedőn van. Oda viszi a nőt egy lovas szánon. Megkéri, ne engedje, hogy Andrej felmondjon. A nő egy nagy elemózsiás kosárral megy be a kórterembe, azonban mindössze tíz percig maradhat, hiszen titokban van ott. Díszesen megterít a férfinak, közben mintha véletlenül tenné, összegyűri, majd eltépi a felmondó levelet és három puszi után távozik.
A kadétok a Kremlben III. Sándor orosz cár előtt (Nyikita Mihalkov), ünnepélyes keretek között leteszik a tiszti esküt.
Radlov tábornok megkéri Andrejt, kísérje el lánykérőbe, és olvassa fel a hölgynek a levelét. Jane Callahanről van szó. A feltaláló a gépe felől érdeklődik, ami úgy tűnik, kedvező fogadtatásra talált. Radlov tábornok átad egy meghívót a Figaro házasságára, amin a nagyherceg is jelen lesz. Radlov átadja Andrejnak felolvasásra a levelet, és ő eközben halkan zongorázni kezd. Andrej eleinte rendben olvassa a lánykérő levelet, majd az érzelmei a hatalmukba kerítik, és a tábornok szövege helyett a saját szerelmi vallomását mondja el. Andrej nemsokára távozik, majd a tábornok is. Radlov a kadétok próbájára berontva őrjöngve megvádolja Tolsztoj kadétot azzal, hogy ellopta egy hölgy legyezőjét. Megbüntetni csak azért nem tudja, mert az operaelőadás másnap esedékes, amin a nagyherceg is részt vesz, és botrány lenne, ha az előadás elmaradna (mivel Figaro szerepét csak Tolsztoj tudja elénekelni).
Andrej Tolsztoj másnapra még kimenőt is kap, ahogy a többiek. Hazamegy a szállására részegen, ahol Dunyasa fogadja. Andrej a szobájába megy és az asztalfiókból egy revolvert vesz elő, amivel főbe akarja lőni magát, mert „mindennek vége”. Dunyasa ekkor közli vele, hogy látogatója van: Jane Callahan. Jane elmondja Andrejnek a valódi kilétét és célját: ő nem McCracken feltaláló lánya, és csak azért jött, hogy a találmányhoz szükséges támogatást megszerezze. Többször megemlíti, hogy ő „rossz nő, akitől az anyja óvná”. Levetkőzik és lefekszik Andrej ágyába, aki az asztalnál ül, és elutasítja a nőt. Amikor azonban Jane felöltözik és távozni akar, Andrej elájul. Jane a bocsánatáért esedezik, majd szenvedélyesen szeretkezni kezdenek. Dunyasa felviszi az ételt, de a hangok hallatán leteszi a tálcát az ajtónál, majd  csendben és sírdogálva távozik. Jane elmondja Andrejnek élete sötét fejezetét: mostohaapja többször megerőszakolta, akitől egy szál hálóingben menekült el.
A Figaro házassága előadásán Andrej olaszul énekli a szerepét, ami a nagyherceg tetszésére van.
Az előadás első felvonása utáni szünetben Andrej véletlenül meghallja, amint Jane és a tábornok beszélgetnek. Jane Andrejre mint jelentéktelen kisfiúra utal. Amikor észreveszi Andrejt, az elrohan. Jane követi, de Andrej bezárkózik valahova, ahonnan az ablakon keresztül távozik. Kint esni kezd az eső, de Andrejt ez nem érdekli, csak el akar menekülni. Jane közben a bezárt ajtó előtt szerelmet vall neki. Mivel a szünetnek nemsokára vége, a barátai keresni kezdik Andrejt, és amikor megtalálják, erőszakkal visszaviszik az előadás helyszínére. Az előadás rendben lemegy, de annak végén Andrej kikapja az egyik zenekari tag kezéből a vonóját és a tábornokra sújt vele. Zűrzavar tör ki. A tábornok úgy tálalja az ügyet (és ez a hivatalos álláspont), hogy Andrej a nagyherceg ellen merényletet akart elkövetni, amit a tábornok a saját testével megakadályozott. Ezért őt kitüntetik, Andrejt pedig hét év kényszermunkára, majd öt év szibériai száműzetésre ítélik. A rabok kezdetben Moszkvában vannak, ahol a fejükről a hajat csak a jobb oldalon vágják le, hogy így különböztessék meg őket. Andrej nem tesz vallomást, nem mond ellent a tábornok állításainak.
Poljevszkij értesíteni akarja Jane-t arról, hogy Andrejt aznap vonatra teszik és elszállítják, de csak a feltalálót találja otthon. McCracken késve adja át az üzenetet Jane-nek, aki a pályaudvarra rohan, ahol nagy tömeg búcsúzik a raboktól. Sokan mennek ki azért, hogy Andrejtől búcsút vegyenek (például a parancsnoka, Mokin kapitány, aki civilben van, de tiszteleg neki; illetve kadéttársai; anyja; és Dunyasa mindannyian megjelennek). A tömeget azonban nem engedik a rabok szerelvényének közelébe, így Andrejjel nem tudnak beszélni, még csak nem is látják a rabok tömegében. Amikor az összes elítélt és az őrök is felszálltak a vonatra, és az lassan elindul, akkor tudnak a kadétok a peronra rohanni. Kétségbeesve keresik Andrejt, végül tiszteletből énekelnek neki. Andrej egy rövid részlettel válaszol a Figaróból, de a hangja elcsuklik.
1905-ben az amerikai katonai táborban az őrmester felébreszti a zeneszerető katonát (akin most is rajta van a gázálarc), mert nem tud elaludni. A katona egy pianínón egy Mozart darabot kezd játszani neki.
1885: Jane Callahan visszatér Amerikába és feleségül megy McCrackenhez, de csak azért, mert arra számít, hogy a feltaláló révén visszatérhet Szibériába. McCracken megkapja a támogatást, de így is hét évbe telik, mire a találmányát be tudja fejezni. Újabb három év, mire megszerzik az engedélyeket és megszervezik a visszautat Szibériába, ahol kipróbálhatják a találmányt. Jane úgy ügyeskedik, hogy ez annak a falunak a közelében történjen, ahol a büntetésüket letöltött, felszabadult rabok élnek. Az elmúlt tíz évben számtalan levelet írt Andrejnek, de azokra nem kapott választ, mivel Andrejnek nem engedélyezték, hogy levelet kapjon.
1895, Szibéria: Jane Callahan, Douglas McCracken feltaláló és a találmánya egy vonaton utazik. A távoli falucska apraja-nagyja kíváncsi a messziről jött idegen ördögi masinájára, ami zúgás, pöfögés és sivítás közben tarolni kezdni a fákat. Három markolókarja és három körfűrésze segítségével a fák sorban dőlnek ki. A falu lakosai ijedten menekülnek.
Jane eközben egy egylovas bricskával a közeli faluba hajt, ahol hamar megtalálja Andrej házát, aki időközben borbély lett, ahogy a cégtáblája hirdeti. A házban látszólag nincs senki, bár Jane észreveszi a gőzölgő csészét, a gyerekágyat, és az eléje guruló almát. Miközben Jane a falon függő fényképeket nézegette, a házban Dunyasa összeszedte három gyerekét (két négy-ötéves forma fiúcska és egy csecsemő) és az éléskamrába húzódott vissza velük, ahol halálos csendben várakoznak, miközben Dunyasa egy sarlót emel a magasba. Kis híja, hogy nem történik véres tragédia, de Jane nem lép be a kamrába, aminek ajtaja mögött Dunyasa várakozik. Jane rájön, hogy elkésett, Andrejnek már családja és más élete van, gyorsan elhagyja a házat és a lovat hajszolva elrohan. Andrej eközben vadászni van, és egy hevenyészett kunyhóból jön elő. Talán valami megérzéstől hajtva bukdácsolva rohan árkon-bokron, erdőkön, patakokon keresztül, míg egy nyílt területhez ér. Bár jobb szemét szembetegség támadhatta meg és emiatt bőrkinövés van rajta, észreveszi a vadul száguldó egylovas kocsit és talán még az ismerős női hangot is hallja, amint hajtja a lovat.
1905, az amerikai katonai tábor közelében. Az őrmester és a kadét (aki még mindig gázálarcban van) egymás mellett futnak. Az őrmester ismét arra kéri a kadétot, mondja azt, hogy „leszarom Mozartot”, és amikor a katona kijelenti, hogy „Mozart nagy zeneszerző, hiszen ön is hallotta”, az őrmester kénytelen elismerni, hogy tényleg így van. A katona ekkor azt követeli, hogy ezt hangosan ismételje el, amit az őrmester többször megtesz, még a sziklafal szélére is kiáll, ahonnan a katonák a táborban jól hallhatják. Miután elkiabálja, hogy „Mozart nagy zeneszerző”, egy autó dudája szólal meg mögötte. Az autóban Jane Callahan ül és Andrew McCrackent, a fiát keresi. Az őrmester felajánlja, hogy mutatja a tábor felé vezető utat, és beül a kocsiba. A hátsó ülésen egy bekeretezett fényképet talál, amin felismeri, hogy egy orosz egyenruhában lévő férfit ábrázol. Jane megmondja neki, hogy az orosz katona Andrew apja. Az őrmester Jane kérdésére újból elkiáltja, hogy „szeretem Mozartot, Mozart nagy zeneszerző!”
Andrew futás közben leveszi a sapkáját és a gázálarcot és mosolyogva hátranéz az autó felé. Arca feltűnően hasonlít Andrej Tolsztojéra.
|  | Itt a vége a cselekmény részletezésének! |

## Szereposztás
| Karakter              | Színész            | Magyar hang     |
| --------------------- | ------------------ | --------------- |
| Jane Callahan         | Julia Ormond       | Kováts Adél     |
| Douglas McCraken      | Richard Harris     | Kristóf Tibor   |
| Andrej Tolsztoj       | Oleg Menshikov     | László Zsolt    |
| Radlov tábornok       | Aleksei Petrenko   | Ujlaki Dénes    |
| O'Leary őrmester      | Mac McDonald       | Papp János      |
| Andrej Tolsztoj anyja | Marina Neyolova    | Illyés Mari     |
| Mokin kapitány        | Vladimir Ilyin     | Tardy Balázs    |
| Kopnovszkij           | Daniel Olbrychski  | Rudas István    |
| Dunyasa               | Anna Mikhalkova    | Csampisz Ildikó |
| Polijevsziij          | Marat Basharov     | Megyeri János   |
| Alibekov              | Nikita Tatarenkov  | Seder Gábor     |
| Buturlin              | Artyom Mikhalkov   |                 |
| Nazarov kadét         | Georgiy Dronov     | Bodrogi Attila  |
| Andrej nagybátyja     | Avangard Leontyev  |                 |
| Forsten               | Robert Hardy       | Versényi László |
| Perepjolkina          | Elizabeth Spriggs  |                 |
| III. Sándor cár       | Nikita Mikhalkov   | Wohlmuth István |
| Cárné                 | Isabelle Renauld   | Hirling Judit   |
| Kuzma, kocsis         | Vladimir Goryushin | Tardy Balázs    |
| A kalauz              | Anatoli Dokumentov | Végh Ferenc     |

## Forgatási helyszínek
- ldeia do Meco, Sesimbra, Setúbal, Portugália – az amerikai katonai tábor felvételei
- Hakaszföld, Oroszország
- Krasznojarszk,  Oroszország
- Kreml és Vörös tér, Moszkva, Oroszország
- Nyizsnyij Novgorod, Oroszország
- Prága, Csehország

## Érdekesség
- A filmet a film végén a készítők „az orosz tiszteknek, hazájuk büszkeségének” ajánlják.
- A történet elején megtudjuk, hogy a „szibériai borbély” az amerikai feltaláló által létrehozott favágó gép neve.
- A történet végén kiderül, hogy Andrej Tolsztoj borbély lett (és Szibériában lakik).

## Bakik
- A történet idején Oroszországban még nem volt érvényben a méterrendszer, azt 1917-ben vezették be, addig a távolság egysége a verszta volt.
- A film kezdésekor – 1905-öt írunk – az amerikai kadétok gázálarcban futnak. A gázálarcot azonban csak 1915-ben rendszeresítették az első világháborúban, Európában.
- A film elején amerikai zászlót lehet látni 50 csillaggal, de 1905-ben csak 44 állam volt, tehát a csillagok száma is ennyi kellett legyen.
- Az 1885-ben történt junkereskün III. Sándor cár lovon ül, a nyeregben egy 6-7 éves kisfiúval a trónörökössel. II. Miklós volt a trónörökös, aki ekkor már 17 éves volt.
- Abban a jelenetben, amelyben Jane a fiát jön meglátogatni, (1905-ben) egy olyan Ford típust láthatunk, amilyet csak később, a 20. század 20-as, 30-as éveiben gyártottak.[4]

## Fordítás
- Ez a szócikk részben vagy egészben  a   The Barber of Siberia című angol Wikipédia-szócikk fordításán alapul.  Az eredeti cikk szerkesztőit annak laptörténete sorolja fel. Ez a jelzés csupán a megfogalmazás eredetét és a szerzői jogokat jelzi, nem szolgál a cikkben szereplő információk forrásmegjelöléseként.
- Ez a szócikk részben vagy egészben  a(z)   Сибирский цирюльник című orosz Wikipédia-szócikk fordításán alapul.  Az eredeti cikk szerkesztőit annak laptörténete sorolja fel. Ez a jelzés csupán a megfogalmazás eredetét és a szerzői jogokat jelzi, nem szolgál a cikkben szereplő információk forrásmegjelöléseként.